# وندل مایز
وندل مایز (انگلیسی: Wendell Mayes؛ ۲۱ ژوئیه ۱۹۱۹ – March 28, 1992 (aged 72)) فیلم‌نامه‌نویس، و تهیه‌کننده فیلم اهل ایالات متحده آمریکا بود.

## سابقه
وندل کوران مایز در ۲۱ ژوئیه ۱۹۱۹ در هایتی، میسوری به دنیا آمد. پدرش فون مایس وکیل دادگستری و مادرش ایرنه (با نام خانوادگی هاینس) معلم بود. وندل در دبستان در کاروترزویل، میسوری تحصیل کرد.او یک سال از دانشکده حقوق در دانشگاه کامبرلند را طی کرد.

## حرفه
مایز به واشنگتن دی سی نقل مکان کرد تا به عنوان کارمند بایگانی در اداره کشاورزی کار کند،او سپس به نیویورک رفت و در آنجا در تئاتر کار کرد. پس از آن او در قالب جستجوگر طلا در آریزونا و به عنوان یک راننده کامیون در تگزاس  کار کرد. در طول جنگ جهانی دوم  به عنوان جوشکار در یک کارخانه کشتی سازی در بالتیمور کار کرد و سپس به عنوان یک افسر خرده کشتی سازی به نیروی دریایی پیوست. در سال ۱۹۴۵ او از نیروی دریایی مرخص شد و به نیویورک نقل مکان کرد.
فیلمنامه نویس
مایز به عنوان یک بازیگر کارش را شروع کرد، سپس به نویسندگی روی آورد نوشته های او در روزنامه های لس آنجلس نقد های خوبی دریافت کردند.برای تشریح یک قتل، مایز جایزه حلقه منتقدان فیلم نیویورک را برای بهترین فیلمنامه در سال ۱۹۵۹ و نامزدی اسکار در سال ۱۹۶۰ دریافت کرد. ادعا می شود که این فیلم یکی از بهترین فیلم های محاکمه ای تمام دوران است.

## زندگی شخصی و مرگ
وندل مایز در سن 72 سالگی در ۲۸ مارس۱۹۹۲ در سانتا مونیکا، کالیفرنیا بر اثر سرطان درگذشت.آخرین فیلمنامه او «رفتار مجرمانه» با بازی فارا فاست بود